# John C. McKinley
John C. McKinley (* 20. November 1859 im Putnam County, Missouri; † 1. Mai 1927 ebenda) war ein US-amerikanischer Politiker. Zwischen 1905 und 1909 war er Vizegouverneur des Bundesstaates Missouri.

## Werdegang
John McKinley war ein entfernter Verwandter der US-Präsidenten James A. Garfield und William McKinley. Nach einem Jurastudium und seiner Zulassung als Rechtsanwalt begann er in diesem Beruf zu arbeiten. Gleichzeitig schlug er als Mitglied der Republikanischen Partei eine politische Laufbahn ein. Im Jahr 1902 wurde er in den Senat von Missouri gewählt. Dieses Mandat übte er bis zu seinem Amtsantritt als Vizegouverneur aus, wozu er 1904 an der Seite von Joseph W. Folk gewählt wurde. Dieses Amt bekleidete er zwischen dem 9. Januar 1905 und dem 11. Januar 1909. Dabei war er Stellvertreter des Gouverneurs und Vorsitzender des Staatssenats.
Nach seiner Zeit als Vizegouverneur praktizierte McKinley wieder als Anwalt. Außerdem bewarb er sich erfolglos um verschiedene politische Ämter. In den Jahren 1908, 1910 und 1922 versuchte er vergebens, in den US-Senat gewählt zu werden. 1912 scheiterte eine Kandidatur für das Amt des Gouverneurs seines Staates. Im Juni 1916 nahm er als Delegierter an der Republican National Convention in Chicago teil. John McKinley starb am 1. Mai 1927.